# Ostomopsis neotropicalis
Ostomopsis neotropicalis är en skalbaggsart som beskrevs av Lawrence och Christian Friedrich Stephan 1975. Ostomopsis neotropicalis ingår i släktet Ostomopsis och familjen gångbaggar. Inga underarter finns listade i Catalogue of Life.